# Miles M.15
Die Miles M.15 war ein Schulflugzeug des britischen Herstellers Miles Aircraft.

## Entwicklung
Die Miles M.15 wurde nach der Air Ministry Specification T.1/37 gebaut, die ein zweisitziges Schulflugzeug beschrieb. Neben Miles entwickelten noch zwei andere Hersteller Bewerber für die Spezifikation. Parnall Aircraft bewarb sich mit der Heck 3 und Heston Aircraft mit der Heston T.1/37. Die AS.36 von Airspeed, die General Aircraft GAL.32 sowie die Percival P.20 wurden ebenfalls gemäß der Spezifikation T.1/37 entwickelt, jedoch nicht gebaut. Auf den ersten Blick ähnelte die M.15 der Miles Magister. Sie war ebenfalls ein freitragender Tiefdecker mit zwei offenen Cockpits in Tandemanordnung, einem starren Spornradfahrwerk und einem Motor vom Typ de Havilland Gipsy. Die Muster unterschieden sich jedoch deutlich in Antrieb, Form und Konstruktion.
Die M.15 wurde von einem Sechszylinderkolbenmotor vom Typ de Havilland Gipsy Six mit einer Nennleistung von 200 PS (147 kW) angetrieben und war damit wesentlich leistungsstärker als die Magister, die mit einem de Havilland Gipsy Major mit einer Leistung von 130 PS (96 kW) ausgerüstet war. Unter anderem war die M.15 aus diesem Grund circa 4,8 ft (1,5 m) länger als die Magister. Das Seitenleitwerk hatte gerade Kanten. Die Höhenruder beider Muster verfügten über einen Hornausgleich. Die Spannweite der M.15 war etwas geringer, verfügte aber durch die gerundete Flügelhinterkante über eine größere Flügelfläche. Die Flügelenden beider Muster waren leicht geknickt. Die Stromlinienverkleidung hinter dem hinteren Cockpit war ebenfalls neu bei der M.15.
Sowohl die Magister als auch die M.15 bestanden aus Fichtenholz, das mit Sperrholz beplankt war. Der Rumpf der M.15 war jedoch ein Monocoque, dessen Querschnitt wesentlich rundlicher war als der der Magister mit geraden Seiten und geradem Boden. Die Tragflächen bestanden aus zwei Holmen aus Fichtenholz mit einer Struktur aus Sperrholz und Spanten aus Fichtenholz und waren mit Sperrholz beplankt. Rumpf und Tragflächen waren zusätzlich stoffbespannt. Eine unbeladene M.15 war über vierzig Prozent schwerer als eine Magister.
Wie die anderen Bewerber für die Specification T.1/37 konnte auch die M.15 den Anforderungen des Air Ministry nicht gerecht werden. Miles versuchte mit der Mk. II – einer leicht veränderten Version mit rechteckigen Flügeln und Heckleitwerk – die Leistungsfähigkeit zu verbessern, hatte jedoch wenig Erfolg. Es wurde gemutmaßt, dass es aufgrund der Rahmenbedingungen der Specification T.1/37 unmöglich wäre, die geforderten Leistungen zu erzielen. Letztendlich erhielt keiner der Bewerber einen Produktionsauftrag für seine Konstruktion.

## Nutzung
Beide Exemplare wurden von Phillips and Powis in Woodley gebaut. Der Erstflug wurde von H. Bill Skinner vermutlich am 22. September 1938 durchgeführt. Am 4. Februar 1939 flog er die Maschine für Testflüge zur Luftwaffenbasis Martlesham Heath in Woodbridge. Die zweite Maschine wurde zunächst unter dem vorläufigen Kennzeichen U-0234 geflogen und erhielt später das Kennzeichen P6326. Sie wurde am 23. Mai 1939 zur Luftwaffenbasis Farnborough überführt.

## Versionen
Trainer Mk I
Prototyp mit der Seriennummer L7714, gebaut nach der Air Ministry Specification T.1/37; der Bau eines zweiten Exemplars wurde aufgegeben
Trainer Mk II
Verbesserte Version, gebaut 1939; Flügelspitzen und Höhenleitwerk wurden rechtwinklig ausgeführt und die beiden Windschutzscheiben verändert

## Technische Daten (Mk I)
| Kenngröße       | Daten                                      |
| --------------- | ------------------------------------------ |
| Besatzung       | 1                                          |
| Passagiere      | 1                                          |
| Länge           | 29,5 ft (8,99 m)                           |
| Spannweite      | 33,42 ft (10,19 m)                         |
| Höhe            | 10,42 ft (3,18 m)                          |
| Flügelfläche    | 200 ft² (18,6 m²)                          |
| Flügelstreckung | 5,6                                        |
| Leermasse       | 1.830 lb (830 kg)                          |
| max. Startmasse | 2.530 lb (1.148 kg)                        |
| Triebwerke      | 1 × de Havilland Gipsy Six 200 PS (147 kW) |